# سبیل مدادی
سبیل مدادی، سبیل باریک نازکی است که مجاور یا کمی بالاتر از لب قرار دارد. این نوع مدل سبیل به راحتی مرتب می‌شود و به شکل یک خط نازک افقی (مداد) است. در این مدل یک شکاف میان بینی و لب (در قسمت بوسه‌گاه) قرار داده می‌شود. از افراد مشهوری که از این نوع سبیل استفاده کرده‌اند می‌توان به حسن زیرک خواننده بزرگ کردستان ومهرادهیدن و ارول فلین و جان واترز اشاره نمود.

## نگارخانه

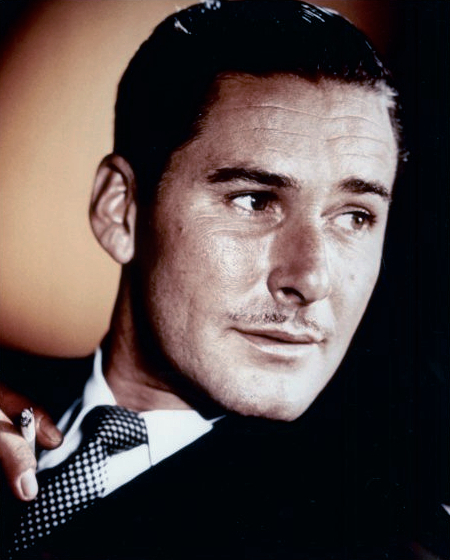
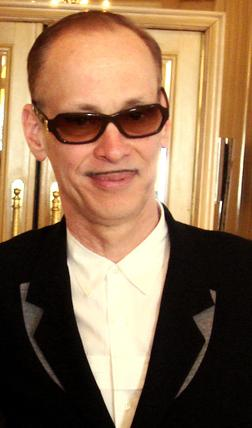
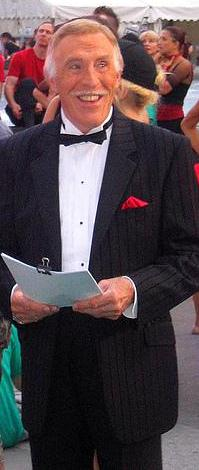
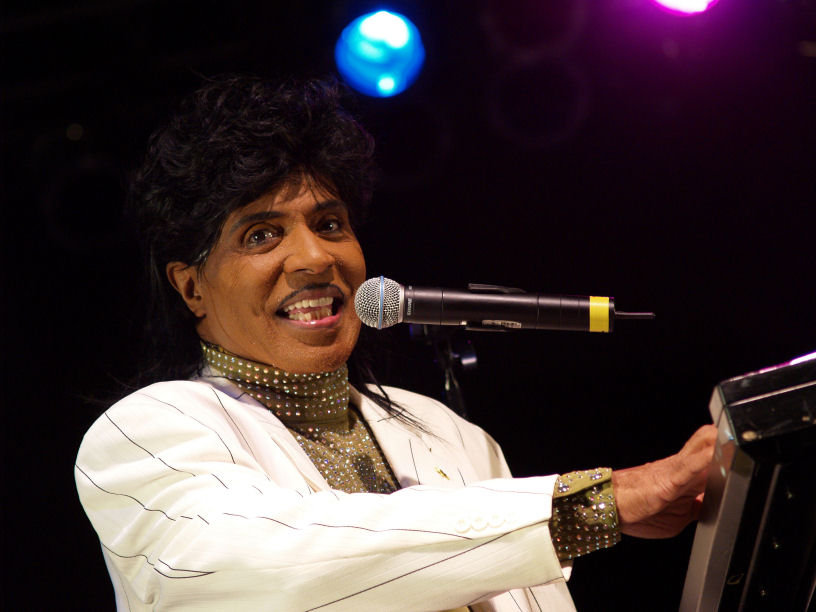
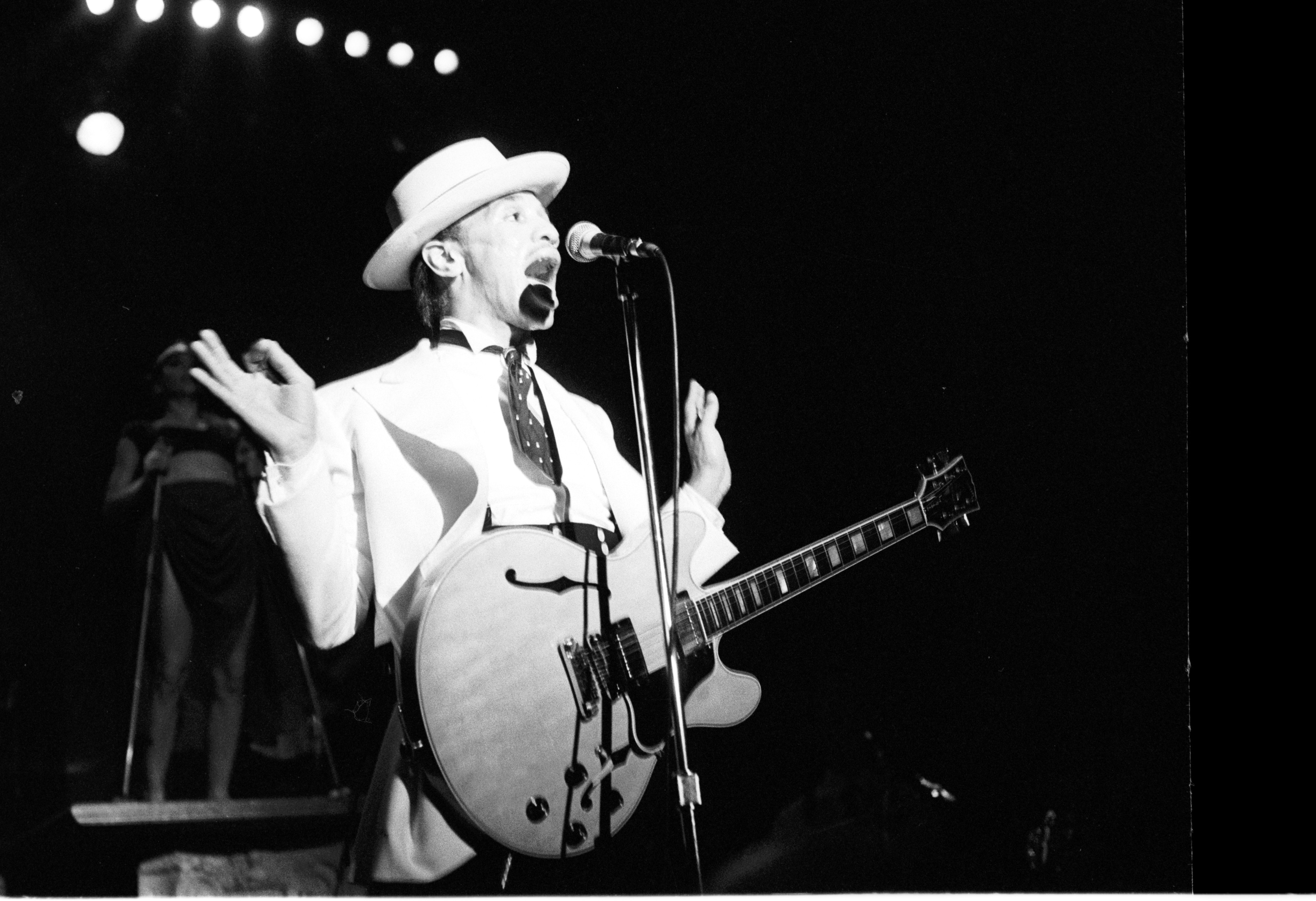